# Høgryggen
Høgryggen är en bergstopp i Antarktis. Den ligger i Östantarktis. Norge gör anspråk på området. Toppen på Høgryggen är 2 535 meter över havet.
Terrängen runt Høgryggen är varierad. Trakten är obefolkad. Det finns inga samhällen i närheten. 